# H2LO
H2Lo ist das dritte Studioalbum der ukrainischen Sängerin Switlana Loboda, welches am 24. März 2017 erschien.
Die Sängerin präsentierte ihr Album bei einem großen Solokonzert im Kiewer Sportpalast.

## Entstehungsgeschichte
Die Arbeiten an H2Lo starteten 2012 und dauerten 5 Jahre lang an. Die Titel sind eine Mischung aus Electro, Deep House, Pop und Synth-Pop. H2Lo besteht aus 17 Tracks, von denen 9 zum ersten Mal veröffentlicht wurden. Einen Tag nach der offiziellen Premiere, setzte sich H2Lo in sieben Ländern an die Spitze der Charts: Ukraine, Litauen, Lettland, Estland, Russland, Belarus und Kasachstan. Die 6 Titel „Случайная“, „Париж“, „Стерва“, „Танцую волосами“, „Жарко“ und „Невеста“, waren unter den Top-10 Downloads im ukrainischen iTunes Store vertreten.
Am 5. April 2017 erhielt das Album den Status Platin. Im September 2017 gewann H2Lo den „Real MusicBox Award“ in der Nominierung „Album des Jahres“.

## Titelliste
1. Intro – 1:09
2. Твои глаза – 3:50
3. Случайная – 3:53
4. Стерва – 3:39
5. К чёрту любовь – 3:31
6. Жарко – 3:52
7. Убей меня – 3:26
8. Не нужна – 3:29
9. Невеста – 3:10
10. Чуть-чуть – 3:57
11. Танцую волосами – 3:34
12. Одной масти – 3:24
13. Париж – 4:02
14. Текила-любовь – 4:15
15. К чёрту любовь (Kiriyakidi Remix) – 3:28
16. К чёрту любовь (Hardy Boy Remix) – 3:06
17. Пора домой (DJ Antonio Remix) – 3:11